# ان‌جی‌سی ۵۱۹۵
ان‌جی‌سی ۵۱۹۵(به انگلیسی: NGC 5195) (یا Messier 51b یا M51b) یک کهکشان کوتوله است که با کهکشان گرداب برهم‌کنش می‌کند. هر دوی این کهکشان‌ها در فاصله ۲۵ میلیون سال نوری از زمین و در صورت فلکی تازی‌ها قرار گرفته‌است. این دو کهکشان یکی معروفترین کهکشان‌های برهکمنشی هستند.